# Поніклиця
Поніклиця (пол. Poniklica) — село в Польщі, у гміні Книшин Монецького повіту Підляського воєводства.
Населення — 84 особи (2011).
У 1975-1998 роках село належало до Білостоцького воєводства.

## Демографія
Демографічна структура станом на 31 березня 2011 року:
|          | Загалом | Допрацездатний вік | Працездатний вік | Постпрацездатний вік |
| -------- | ------- | ------------------ | ---------------- | -------------------- |
| Чоловіки | 47      | 11                 | 21               | 15                   |
| Жінки    | 37      | 7                  | 14               | 16                   |
| Разом    | 84      | 18                 | 35               | 31                   |